# J-14
La J-14 est une voie rapide urbaine dans la province de Jaén qui permet d'accéder au centre de sa capitale depuis l'A-44 en venant de l'est (Grenade).
D'une longueur de 2,5 kilomètres environ, elle se détache de l'A-44 et pénètre Jaén par l'est avant de prolonger la grande Avenue De Granada.
Elle est composée de cinq échangeurs sous forme de giratoires jusqu'au centre urbain.

## Tracé
- Elle se détache de l'A-44 (Bailén - Motril) à l'est de Jaén dont elle intègre le centre urbain par l'est jusqu'à l'Avenue de Granada

## Sorties
| Numéro de la sortie | Nom de la sortie | Bifurcation |
| ------------------- | --- | ----------- |
|                     | Albacete - Séville - Cordoue A-316 Bailen - Madrid Grenade - Motril Jaen Nord - Université de Jaén Zone Industrielle Los Olivares | A-44 A-316  |
|                     | Jaen-Camino de Las Cabezadas | A-316       |
|                     | Jaen Sud - Jaen-Ronda Sur Zone Industrielle Cerro de la Cantera                                                                   |             |
|                     | Jaen Est - Jaen-Avenida de Granada La Guardia de Jaen                                                                             | N-323a      |